# Reprezentacja Serbii w koszykówce kobiet
Reprezentacja Serbii w koszykówce kobiet – drużyna, która reprezentuje Serbię w koszykówce kobiet. Za jej funkcjonowanie odpowiedzialny jest Związek Koszykówki Serbii.

## Udział w międzynarodowych turniejach

### Igrzyska olimpijskie
| 1976 | Nie brała udziału, była częścią SFRJ | Nie brała udziału, była częścią SFRJ |
| 1980 | Nie brała udziału, była częścią SFRJ | Nie brała udziału, była częścią SFRJ |
| 1984 | Nie brała udziału, była częścią SFRJ | Nie brała udziału, była częścią SFRJ |
| 1988 | Nie brała udziału, była częścią SFRJ | Nie brała udziału, była częścią SFRJ |
| 1992 | Nie brała udziału, była częścią FRJ  | Nie brała udziału, była częścią FRJ  |
| 1996 | Nie brała udziału, była częścią FRJ  | Nie brała udziału, była częścią FRJ  |
| 2000 | Nie brała udziału, była częścią FRJ  | Nie brała udziału, była częścią FRJ  |
| 2004 | Nie brała udziału, była częścią SCG  | Nie brała udziału, była częścią SCG  |
| 2008 | Nie zakwalifikowała się              | Nie zakwalifikowała się              |
| 2012 | Nie zakwalifikowała się              | Nie zakwalifikowała się              |
| 2016 | Awans                                | III miejsce                          |
| 2020 |                                      |                                      |

### Mistrzostwa Europy
- 2007 - 9 miejsce
- 2009 - 11 miejsce
- 2013 - 4 miejsce
- 2015 - 1 miejsce